# 행복한 라디오
행복한 라디오는 KBS대전 해피FM에서 방송했던 라디오 프로그램이다.

## 역사
2003년 6월 2일에 첫방송을 시작했으며, 방송 기간 동안 잠정 폐지와 부활을 반복하며 역대로 시간대와 DJ가 변경되어 방송됐으나, 2018년 10월 5일 방송을 마지막으로 "행복한 라디오"는 15년 만에 완전히 폐지되었다.

## 역대 방송시간
| 방송 채널      | 방송 기간                          | 방송 시간                  |
| -------------- | ---------------------------------- | -------------------------- |
| KBS대전 해피FM | 2003년 6월 2일 ~ 2004년 10월 17일  | 매일 오전 11:05 ~ 낮 12:00 |
| KBS대전 해피FM | 2004년 10월 18일 ~ 2005년 5월 1일  | 매일 낮 1:05 ~ 오후 2:00   |
| KBS대전 해피FM | 2005년 5월 2일 ~ 2006년 12월 31일  | 매일 오후 5:05 ~ 저녁 6:00 |
| KBS대전 해피FM | 2008년 7월 14일 ~ 2008년 11월 16일 | 매일 밤 8:05 ~ 밤 9:00     |
| KBS대전 해피FM | 2010년 4월 19일 ~ 2017년 2월 17일  | 평일 저녁 6:05 ~ 밤 8:00   |
| KBS대전 해피FM | 2017년 2월 20일 ~ 2018년 10월 5일  | 평일 저녁 6:00 ~ 밤 8:00   |

## 역대 DJ

### 1기
- 2003년 6월 2일 ~ 2003년 10월 19일 : 최시중 아나운서
- 2003년 10월 20일 ~ 2004년 10월 17일 : 이종태 아나운서
- 2004년 10월 18일 ~ 2005년 5월 1일 : 이승연 아나운서
- 2005년 5월 2일 ~ 2006년 12월 31일 : 전유미 아나운서

### 2기
- 2008년 7월 14일 ~ 2008년 11월 16일 : 전유미 아나운서

### 3기
- 2010년 4월 19일 ~ 2018년 10월 5일 : 최연수 아나운서